# Berwick (Kanada)
Berwick (do 1851 kolejno: Congdon Settlement, Curries Corner, Davisons Corner) – miasto (town) w kanadyjskiej prowincji Nowa Szkocja, w hrabstwie Kings, podjednostka podziału statystycznego (census subdivision), w dolinie Annapolis Valley, na zachód od Kentville. Według spisu powszechnego z 2016 obszar miasta to: 6,58 km², a zamieszkiwało wówczas ten obszar 2509 osób, z kolei cały obszar miejski (population centre) zamieszkiwało 2449.
Miejscowość zanim w 1851 przyjęła współcześnie używane miano, pochodzące od amerykańskiego Berwick, nosiła efemeryczne nazwy pochodzące od nazwisk pionierów: Congdon Settlement, Curries Corner, Davisons Corner, a w 1923 otrzymała status miasta (town).